# Brandýs nad Labem (nádraží)
Brandýs nad Labem je železniční stanice ve stejnojmenném městě v okrese Praha-východ ve Středočeském kraji poblíž řeky Labe. Nachází se na východním okraji souměstí Brandýs nad Labem-Stará Boleslav. Leží na neelektrizované jednokolejné trati Čelákovice–Neratovice. Přímo před stanicí je umístěno městské autobusové nádraží.

## Historie

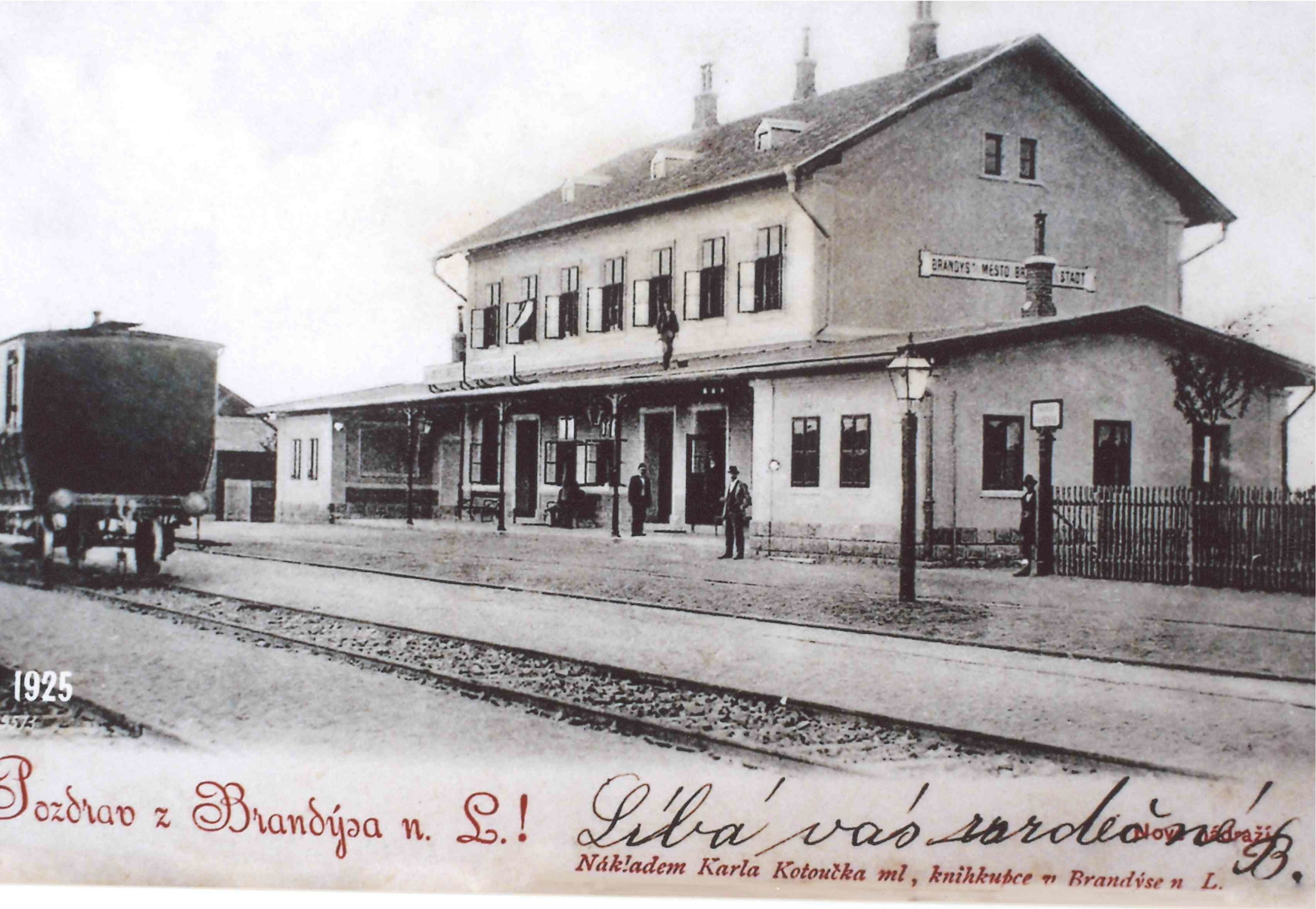
Pohled na stanici Brandýs město z roku 1925

Počátkem 80. let 19. století obdržela společnost Rakouská společnost místních drah (ÖLEG) koncesi pro stavbu a provozování trati z Brandýsa nad Labem do vsi Mochov asi 4 kilometry jižně od Čelákovic. Tudy od roku 1874 vedl odbočný úsek trati z Lysé nad Labem na nádraží Praha-Těšnov (ještě dříve na provizorní nádraží Praha-Rohanský ostrov) v majetku Rakouské severozápadní dráhy (ÖNWB) primárně spojující Vídeň a Berlín. Základ budované tratě tvořila již existující vlečka do cukrovaru v Kostelci nad Labem. ÖLEG k obsluze své trati v Brandýse vybudovala výpravní budovu, později označenou jako Brandýs nad Labem-Zápská. 15. července 1899 zprovoznila společnost Místní dráha Brandýs-Neratovice koncovou trať z Neratovic, na které vznikla nová nádražní budova s názvem Brandýs město, nedaleko starého nádraží.
Trať do Čelákovic několikrát změnila majitele, nejprve ji roku 1885 převzaly České obchodní dráhy (BCB), poté roku 1890 Rakouská společnost státní dráhy (StEG), která byla roku 1908 zestátněna a trať převzaly Císařsko-královské státní dráhy (kkStB), po roce 1918 Československé státní dráhy (ČSD). Úplné železniční spojení mezi nádražími bylo dokončeno až vybudováním zářezu v roce 1925 (kdy byla zestátněna neratovická trať), hlavní dopravní funkci ve městě přebralo novější nádraží a byla změněna jména stanic.

## Popis
Nachází se zde dvě nekrytá hranová nástupiště, k příchodu k vlakům slouží přechody přes kolejiště. V roce 2018 prošla stanice rekonstrukcí.